# Refuso

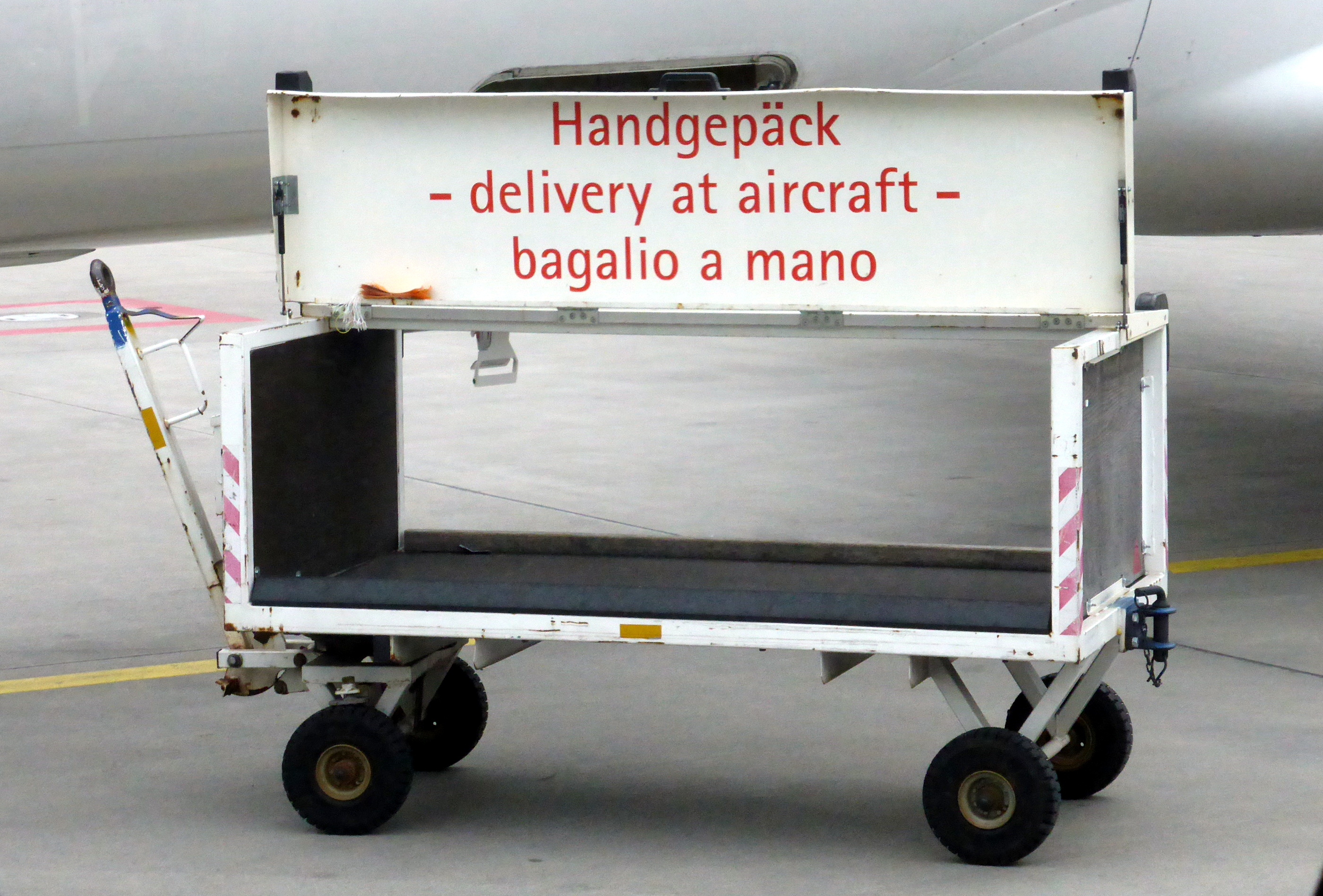
Un refuso nel testo impresso sopra ad un carrello per bagagli, in cui è stato omesso il carattere "g".

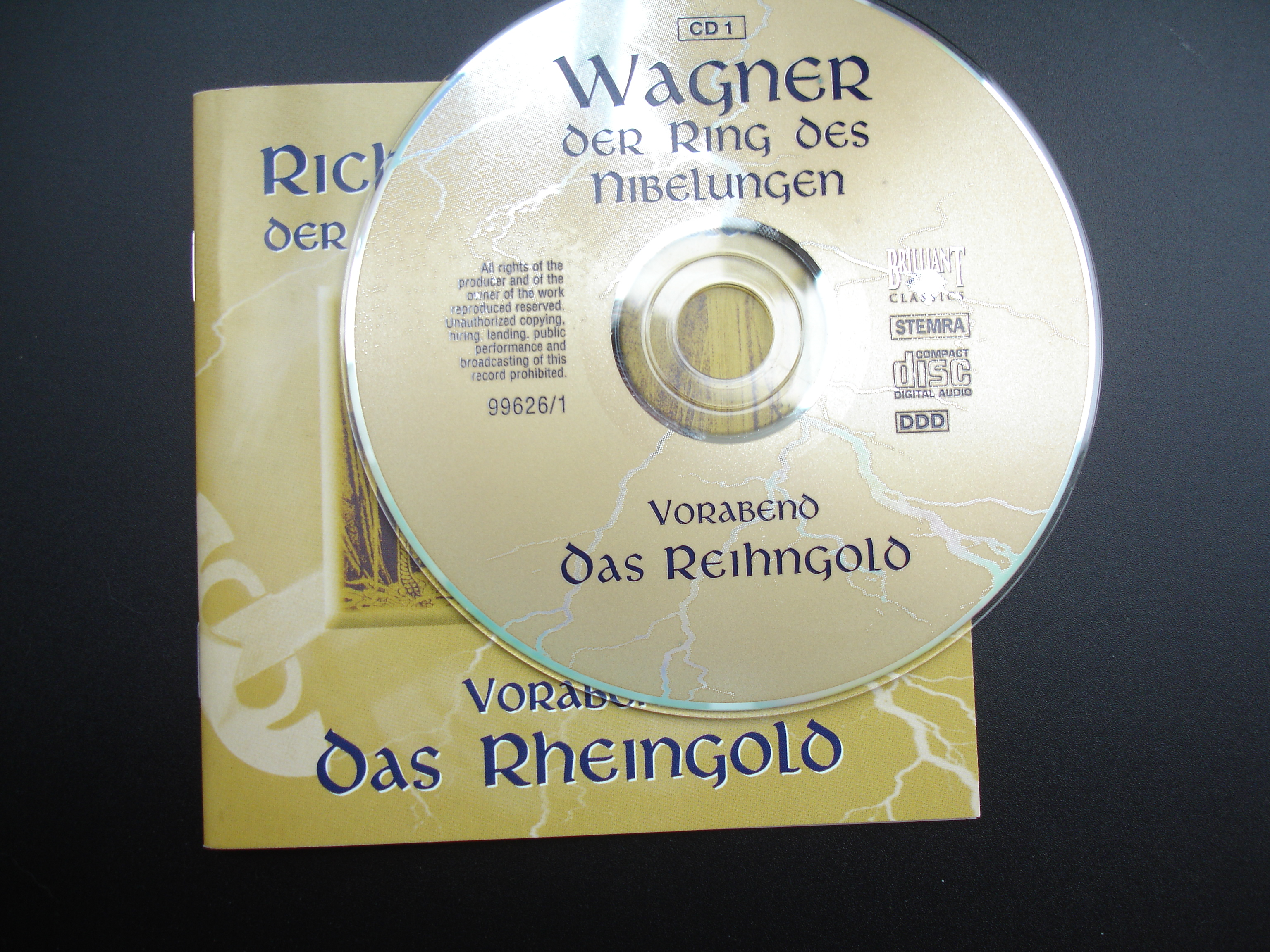
Un CD con un refuso nel titolo impresso: lo si confronti con quello corretto [Das Rheingold] in copertina.

Un refùso (dal latino refūsus, part. pass. di refundĕre, 'riversare') è un errore di stampa causato dallo scambio, o spostamento, di uno o più caratteri durante la composizione tipografica di un testo mediante caratteri mobili. Conservatosi nel tempo anche dopo il tramonto della stampa a caratteri mobili, oggi il termine è sinonimo di errore di battitura nella scrittura di un testo.

## Descrizione
Si manifesta tipicamente sotto diverse forme:
1. omissione (es. Wikpedia) o aggiunta (es. Wikkipedia) di un carattere;
2. scambio di lettere causato dal fatto che il compositore prende un carattere che era stato riposto (riversato, refūsus in latino) in uno scompartimento sbagliato della cassa tipografica (es. Wilipedia);
3. inversione di due lettere consecutive (es. Wikiepdia).

Presente in abbondanza nella prima stesura di un testo, il refuso viene corretto grazie al lavoro dei correttori di bozze, solitamente in almeno due letture e da persone diverse. Una volta eseguiti questi passaggi il testo viene rivisto per l'ultima lettura e pubblicato. Alcuni programmi di videoscrittura contengono una tabella che raccoglie i refusi più comuni della lingua in uso e l'opzione per correggerli, attivabile durante la battitura. Nel gergo informatico, viene a volte usato come sinonimo l'anglicismo typo, abbreviazione di typographical error.
In senso più esteso, si indica come refuso un errore commesso, per fretta o per distrazione, nello scrivere.